# Tugrik mongol
El tugrik o tögrög (en mongol: ᠲᠥᠭᠦᠷᠢᠭ᠌ төгрөг tögrög) es la moneda oficial de Mongolia. El tugrik, que en mongol quiere decir "redondo", tradicionalmente se ha subdividido en 100 mongo (en mongol: мөнгө), si bien ahora esta fracción no se utiliza. Actualmente la denominación más baja que se utiliza es la moneda de 20 tugrik. El código ISO 4217 es MNT. Tiene un símbolo especial: ₮, y también se acostumbra a abreviar Tуг.

## Historia
El tugrik se introdujo en 1925 con el mismo valor que el rublo soviético, que entonces valía 18 gramos de plata (0,58 onzas). Finalmente se estableció como unidad monetaria única el 1 de abril de 1928, sustituyendo al dólar mongol y otras monedas.

## Monedas
Las denominaciones se han acuñado según el patrón del rublo soviético, por lo tanto, durante el periodo de influencia de la URSS, Mongolia acuñó monedas de 1, 2, 5, 10, 15, 20, 50 mongo y 1 tugrik. En 1990 la producción de estas series terminó.
| Denominación | Emisión   | Metal    | Diámetro (mm) | Peso (g) | Anverso                                                            | Reverso                                                      |
| ------------ | --------- | -------- | ------------- | -------- | ------------------------------------------------------------------ | ------------------------------------------------------------ |
| 1 Mongo      | 1970-1981 | Al       | 17,60         | 0,80     | Escudo de armas - БНМАУ - año de acuñación                         | 1 МӨНГӨ                                                      |
| 2 Mongo      | 1970-1981 | Al       | 20,10         | 1,00     | Escudo de armas - БНМАУ - año de acuñación                         | 2 МӨНГӨ                                                      |
| 5 Mongo      | 1970-1981 | Al       | 23,00         | 1,70     | Escudo de armas - БНМАУ - año de acuñación                         | 5 МӨНГӨ                                                      |
| 10 Mongo     | 1970-1981 | Cu+Ni    | 18,60         | 2,50     | Escudo de armas - БҮГД НАЙРАМДАХ МОНГОЛ АРД УЛС - año de acuñación | 10 МӨНГӨ                                                     |
| 15 Mongo     | 1970-1981 | Cu+Ni    | 22,00         | 3,80     | Escudo de armas - БҮГД НАЙРАМДАХ МОНГОЛ АРД УЛС - año de acuñación | 15 МӨНГӨ                                                     |
| 20 Mongo     | 1970-1981 | Cu+Ni    | 25,00         | 6,20     | Escudo de armas - БҮГД НАЙРАМДАХ МОНГОЛ АРД УЛС - año de acuñación | 20 МӨНГӨ                                                     |
| 50 Mongo     | 1970-1981 | Cu+Ni    | 27,50         | 8,70     | Escudo de armas - БҮГД НАЙРАМДАХ МОНГОЛ АРД УЛС - año de acuñación | 50 МӨНГӨ                                                     |
| 1 Tugrik     | 1971      | Cu+Ni+Zn | 32,10         | 15,00    | Damdin Sükhbaatar - БНМАУ - 50 ЖИЛ                                 | НЭГ ТӨГРӨГ - Escudo de armas - БҮГД НАЙРАМДАХ МОНГОЛ АРД УЛС |
| 1 Tugrik     | 1971      | Cu+Ni    | 32,10         | 15,50    | Damdin Sükhbaatar - БНМАУ - 50 ЖИЛ                                 | НЭГ ТӨГРӨГ - Escudo de armas - БҮГД НАЙРАМДАХ МОНГОЛ АРД УЛС |
| 1 Tugrik     | 1981      | Cu+Ni+Zn | 32,10         | 15,30    | Damdin Sükhbaatar - БНМАУ - 60 ЖИЛ                                 | НЭГ ТӨГРӨГ - Escudo de armas - БҮГД НАЙРАМДАХ МОНГОЛ АРД УЛС |

En 1994 se acuñó una nueva serie de monedas en denominaciones de 20, 50, 100, 200 y 500 tugrik.
| Imagen | Denominación | Emisión | Metal | Canto    | Diámetro (mm) | Peso (g) | Grosor (mm) | Anverso                                                 | Reverso |
| ------ | ------------ | ------- | ----- | -------- | ------------- | -------- | ----------- | ------------------------------------------------------- | --- |
|        | 20 Tugrik    | 1994    | Al    | Estriado | 17,50         | 0,78     | 1,80        | Soyombo - ᠮᠣᠩᠭᠣᠯ ᠤᠯᠤᠰ - año de acuñación                | 20 ТӨГРӨГ - МОНГОЛ БАНК                                                                                                   |
|        | 50 Tugrik    | 1994    | Al    | Estriado | 23,00         | 1,70     | 1,80        | Soyombo - - año de acuñación                            | 50 ТӨГРӨГ - МОНГОЛ БАНК                                                                                                   |
|        | 100 Tugrik   | 1994    | Cu+Ni | Estriado | 21,70         | 3,84     | 1,50        | Soyombo - - año de acuñación                            | 100 ТӨГРӨГ - Templo de Janraisig - МОНГОЛ БАНК                                                                            |
|        | 200 Tugrik   | 1994    | Cu+Ni | Estriado | 24,90         | 6,20     | 1,70        | Soyombo - - año de acuñación                            | 200 ТӨГРӨГ - Palacio gubernamental (Saaral Ordon) antes de la reforma en la Plaza de Sükhbaatar, Ulán Bator - МОНГОЛ БАНК |
|        | 500 Tugrik   | 2001    | Cu+Ni | Liso     | 22,20         | 4,10     | 1,70        | Damdin Sükhbaatar - МОНГОЛ АРДЫН ХУВЬСГАЛЫН 80 ЖИЛИЙНОЙ | 500 ТӨГРӨГ - Soyombo - - МОНГОЛ БАНК - año de acuñación                                                                   |

## Billetes
Como en el caso de las monedas, durante la época de la República Popular de Mongolia se emitieron billetes parecidos a los del rublo soviético, en las mismas denominaciones y colores. Sus denominaciones eran de 1, 3, 5, 10, 20, 50 y 100 tugrik.
| Denominación | Color predominante | Descripción del anverso                                                            | Descripción del reverso                                          |
| ------------ | ------------------ | ---------------------------------------------------------------------------------- | ---------------------------------------------------------------- |
| 1 Tugrik     | Marrón             | 1 - ᠑ - НЭГ ТӨГРӨГ - Escudo de armas - БНМАУ - УЛСЫН БАНК                          | 1 - ᠑ - НЭГ ТӨГРӨГ -                                             |
| 3 Tugrik     | Verde              | 3 - ᠓ - ГУРВАН ТӨГРӨГ - Escudo de armas - Damdin Sükhbaatar - БНМАУ - УЛСЫН БАНК   | 3 - ᠓ - ГУРВАН ТӨГРӨГ -                                          |
| 5 Tugrik     | Azul               | 5 - ᠕ - ТАВАН ТӨГРӨГ - Escudo de armas - Damdin Sükhbaatar - БНМАУ - УЛСЫН БАНК    | 5 - ᠕ - ТАВАН ТӨГРӨГ -                                           |
| 10 Tugrik    | Rojo               | 10 - ᠑᠐ - АРВАН ТӨГРӨГ - Escudo de armas - Damdin Sükhbaatar - БНМАУ - УЛСЫН БАНК  | 10 - ᠑᠐ - АРВАН ТӨГРӨГ -                                         |
| 20 Tugrik    | Verde              | 20 - ᠒᠐ - ХОРИН ТӨГРӨГ - Escudo de armas - Damdin Sükhbaatar - БНМАУ - УЛСЫН БАНК  | 20 - ᠒᠐ - ХОРИН ТӨГРӨГ - - Vista de Ulán Bator                   |
| 50 Tugrik    | Verde              | 50 - ᠕᠐ - ТАВИН ТӨГРӨГ - Escudo de armas - Damdin Sükhbaatar - БНМАУ - УЛСЫН БАНК  | 50 - ᠕᠐ - ТАВИН ТӨГРӨГ - - Palacio gubernamental (Saaral Ordon)  |
| 100 Tugrik   | Marrón             | 100 - ᠑᠐᠐ - ЭУУН ТӨГРӨГ - Escudo de armas - Damdin Sükhbaatar - БНМАУ - УЛСЫН БАНК | 100 - ᠑᠐᠐ - ЭУУН ТӨГРӨГ - - Palacio gubernamental (Saaral Ordon) |

En 1993 se emitió una nueva serie de billetes en denominaciones de 10, 20, 50 mongo, y 1, 5, 10, 20, 50, 100, 500, 1.000, 5.000, 10.000 y 20.000 tugrik. Conforme han ido pasando los años, se han ido introduciendo las mismas denominaciones con nuevas medidas de seguridad, como filigranas metálicas, marcas de agua, etc.
| Imagen del anverso | Imagen del reverso | Denominación  | Color predominante | Dimensiones | Descripción del anverso                   | Descripción del reverso                                              |
| ------------------ | ------------------ | ------------- | ------------------ | ----------- | ----------------------------------------- | -------------------------------------------------------------------- |
|                    |                    | 10 Mongo      | Rosa               | 45 × 90 mm  | ᠑᠐ - Arqueros - Soyombo -                 | 10 МӨНГӨ - МОНГОЛ БАНК - Arqueros - МОНГОЛ УЛС                       |
|                    |                    | 20 Mongo      | Marrón             | 45 × 90 mm  | ᠒᠐ - Luchadores - Soyombo -               | 20 МӨНГӨ - МОНГОЛ БАНК - Luchadores - МОНГОЛ УЛС                     |
|                    |                    | 50 Mongo      | Verde              | 45 × 90 mm  | ᠕᠐ - Jinetes - Soyombo -                  | 50 МӨНГӨ - МОНГОЛ БАНК - Jinetes - МОНГОЛ УЛС                        |
|                    |                    | 1 Tugrik      | Marrón/Verde       | 115 × 57 mm | ᠑ - 1 - Nian -                            | ᠑ - 1 ТӨГРӨГ - МОНГОЛ БАНК - Soyombo - МОНГОЛ УЛС                    |
|                    |                    | 5 Tugrik      | Rojo               | 120 × 60 mm | ᠕ - 5 - Damdin Sükhbaatar - Soyombo -     | ᠕ - 5 ТӨГРӨГ - МОНГОЛ БАНК - Caballos salvajes - МОНГОЛ УЛС          |
|                    |                    | 10 Tugrik     | Verde              | 125 × 61 mm | ᠑᠐ - 10 - Damdin Sükhbaatar - Soyombo -   | ᠑᠐ - 10 ТӨГРӨГ - МОНГОЛ БАНК - Caballos salvajes - МОНГОЛ УЛС        |
|                    |                    | 20 Tugrik     | Rojo/Granate       | 130 × 65 mm | ᠒᠐ - 20 - Damdin Sükhbaatar - Soyombo -   | ᠒᠐ - 20 ТӨГРӨГ - МОНГОЛ БАНК - Caballos salvajes - МОНГОЛ УЛС        |
|                    |                    | 50 Tugrik     | Marrón             | 135 × 66 mm | ᠕᠐ - 50 - Damdin Sükhbaatar - Soyombo -   | ᠕᠐ - 50 ТӨГРӨГ - МОНГОЛ БАНК - Caballos salvajes - МОНГОЛ УЛС        |
|                    |                    | 100 Tugrik    | Violeta            | 140 × 68 mm | ᠑᠐᠐ - 100 - Damdin Sükhbaatar - Soyombo - | ᠑᠐᠐ - 100 ТӨГРӨГ - МОНГОЛ БАНК - Caballos salvajes - МОНГОЛ УЛС      |
|                    |                    | 500 Tugrik    | Verde              | 145 × 70 mm | ᠕᠐᠐ - 500 - Damdin Sükhbaatar - Soyombo - | ᠕᠐᠐ - 500 ТӨГРӨГ - МОНГОЛ БАНК - Yurtas - МОНГОЛ УЛС                 |
|                    |                    | 1.000 Tugrik  | Azul               | 150 × 72 mm | ᠑᠐᠐᠐ - 1000 - Gengis Kan - Soyombo -      | ᠑᠐᠐᠐ - 1000 ТӨГРӨГ - МОНГОЛ БАНК - Yurtas - МОНГОЛ УЛС               |
|                    |                    | 5.000 Tugrik  | Violeta            | 150 × 72 mm | ᠕᠐᠐᠐ - 5000 - Gengis Kan - Soyombo -      | ᠕᠐᠐᠐ - 5000 ТӨГРӨГ - МОНГОЛ БАНК - Monasterio budista - МОНГОЛ УЛС   |
|                    |                    | 10.000 Tugrik | Naranja            | 150 × 72 mm | ᠑᠐᠐᠐᠐ - 10000 - Gengis Kan - Soyombo -    | ᠑᠐᠐᠐᠐ - 10000 ТӨГРӨГ - МОНГОЛ БАНК - Monasterio budista - МОНГОЛ УЛС |
|                    |                    | 20.000 Tugrik | Verde lima/Violeta | 150 × 72 mm | ᠒᠐᠐᠐᠐ - 20000 - Gengis Kan - Soyombo -    | ᠒᠐᠐᠐᠐ - 20000 ТӨГРӨГ - МОНГОЛ БАНК - МОНГОЛ УЛС                      |